# Chang'an UNI-V
 (décembre 2021).
La Chang'an UNI-V est une automobile compacte produite par le constructeur automobile chinois Chang'an.

## Aperçu
La Chang'an UNI-V est le troisième produit de la gamme UNI, et aussi la première berline de la gamme. Elle a été dévoilée au public pour la première fois lors du Salon de l'auto de Guangzhou 2021. La Chang'an UNI-V a été développée sur une nouvelle architecture de plate-forme légère et modulaire, également appelée plate-forme Ark. La plate-forme est la base de la carrosserie très rigide et légère de l'UNI-V selon Changan Automobile.

### Groupe motopropulseur
La Chang'an UNI-V est propulsée par un moteur turbo de 1,5 litre et 138 kW développé en interne par Chang'an Automobile, avec une puissance maximale de 138 kilowatts et une vitesse maximale de 205 km/h.

### Intérieur
La conception intérieure de l'UNI-V adopte une conception de disposition d'écran en 3+1. Le tableau de bord flottant est placé au-dessus du volant, affichant des informations interactives à haute fréquence telles que la vitesse et la navigation à partir du tableau de bord avec un mouvement des yeux de 10° lorsque vous regardez la route devant vous.